# Steppeadder
De steppeadder (Vipera renardi) is een giftige slang uit de familie adders (Viperidae).

## Naam en indeling
De wetenschappelijke naam van de soort werd voor het eerst voorgesteld door Hugo Theodor Christoph in 1861. Oorspronkelijk werd de wetenschappelijke naam Pelias renardi gebruikt.

## Verspreiding en leefgebied
De steppeadder komt voor in delen van Europa en Azië en leeft in de landen Oekraïne, Rusland, Kazachstan, Kirgizië, Oezbekistan, Tadzjikistan, Mongolië en China. De habitat bestaat uit scrublands en graslanden. Ook in door de mens aangepaste streken zoals weilanden kan de slang worden gevonden. De soort is aangetroffen van zeeniveau tot op een hoogte van ongeveer 2500 meter boven zeeniveau.

## Beschermingsstatus
Door de internationale natuurbeschermingsorganisatie IUCN is de beschermingsstatus 'kwetsbaar' toegewezen (Vulnerable of VU).

## Ondersoorten
De soort wordt verdeeld in vijf ondersoorten die onderstaand zijn weergegeven, met de auteur en het verspreidingsgebied. De meeste ondersoorten zijn vernoemd naar biologen.
| Naam                       | Auteur                         | Verspreidingsgebied                             | Vernoemd naar                            |
| -------------------------- | ------------------------------ | ----------------------------------------------- | ---------------------------------------- |
| Vipera renardi bashkirovi  | Garanin, Pavlov & Bakiev, 2004 | Rusland                                         | Ivan Sergeyevich Bashkirov (1900 – 1980) |
| Vipera renardi parursinii  | Nilson & Andrén, 2001          | China                                           | Antonio Orsini (1788 – 1870)             |
| Vipera renardi puzanovi    | Kukuskin, 2009                 | Rusland                                         | Ivan Ivanovich Puzanov (1885 – 1971)     |
| Vipera renardi renardi     | Christoph, 1861                | Overige delen van het areaal.                   | Karl Renard (1809 – 1886)                |
| Vipera renardi tienshanica | Nilson & Andrén, 2001          | Kazachstan, Kirgizië, Oezbekistan, Tadzjikistan | Tiensjangebergte                         |